# Karminbröstad solfågel
Karminbröstad solfågel (Leptocoma brasiliana) är en asiatisk fågel i familjen solfåglar inom ordningen tättingar.

## Utseende
Karminbröstad solfågel är en liten (9–10 cm) medlem av familjen och mycket lik purpurstrupig solfågel som den tidigare behandlades som en del av. Handräkten skiljer sig dock genom rödbrunt istället för scharlakansrött på buken, metalliskt grönblå snarare än grön från vingtäckare till övergump och metalliskt grön, ej kopparfärgad på nacken. Undersidan är sotgrå, ej olivgrön, på nedre delen av buken och undergumpen.

## Utbredning och systematik
Karminbröstad solfågel delas upp i sex underarter med följande utbredning:
- Leptocoma brasiliana brasiliana – förekommer från södra Thailand till Myanmar, Malackahalvön, Sumatra, Borneo och Java
- Leptocoma brasiliana emmae – förekommer från Kambodja till södra Laos och södra Vietnam
- L. b. mecynorhyncha – förekommer på öarna Simeulue, Banjak Islands, Nias och Mentawai (utanför Sumatra)
- Leptocoma brasiliana eumecis – förekommer på Anambasöarna i Sydkinesiska sjön
- Leptocoma brasiliana axantha – förekommer på norra Natunaöarna i Sydkinesiska sjön
- Leptocoma brasiliana oenopa – förekommer på Sumatra och Nias

Tidigare betraktades karminbröstad solfågel som en del av purpurstrupig solfågel (L. sperata) och vissa gör det fortfarande. Underarten oenopa inkluderas ofta i nominatformen.

## Status och hot
Arten har ett stort utbredningsområde, men tros minska i antal, dock inte tillräckligt kraftigt för att den ska betraktas som hotad. Internationella naturvårdsunionen IUCN listar arten som livskraftig (LC). Världspopulationen har inte uppskattats men den beskrivs som lokalt vanlig till ovanlig.

## Namn
Fågeln kallades tidigare hasseltsolfågel, hedrande Dr Johan Conrad van Hasselt (1797-1823), en holländsk naturforskare och läkare verksam på Java 1820-1823, en direktöversättning från engelskans Van Hasselt's Sunbird. Den tilldelades 2023 ett mer informativt namn av BirdLife Sveriges taxonomikommitté.